# Sant Joan de les Ventalles
Sant Joan de les Ventalles és una església d'Ulldecona (Montsià) protegida com a bé cultural d'interès local.

## Descripció
Edifici aïllat situat a l'extrem nord-oest del barri de les Ventalles, a uns 6 quilòmetres al nord d'Ulldecona, fora ja del nucli de poblament. Planta rectangular amb tancament quadrat en el presbiteri. Interior de tres trams delimitats per arcs diafragma apuntats de dovelles regulars de pedra. En el primer tram es troba un cor de fusta i, com a únic element decoratiu, hi ha una pintura al fresc moderna de poca qualitat. Dues obertures petites deixen entrar la llum a l'interior: una sobre el cor, l'altre al presbiteri. A l'exterior destaca la porta de pedra on s'inscriu un arc de mig punt adovellat amb trencaaigües dentat i tres escuts també de pedra. A sobre de la dovella central es veu un estri no identificat en relleu i una representació zoomòrfica en el muntant sud. En l'angle un campanar modern amb espadanya superior. Els murs són de maçoneria i la façana està emblanquinada excepte els carreus dels angles i de la porta.

## Història
Església sufragània de la d'Ulldecona. Es tracta d'un dels edificis religiosos més antics conservats de la comarca i el més notable d'entre totes les esglésies menors fetes pel Temple i l'Hospital a les Terres de l'Ebre.